# May Lake High Sierra Camp
Le May Lake High Sierra Camp est un terrain de camping américain situé dans le comté de Mariposa, en Californie. Protégé au sein du parc national de Yosemite mais hors de la Yosemite Wilderness par laquelle il est par ailleurs entouré, il est inscrit au Registre national des lieux historiques depuis le 18 juillet 2014. Il est baigné par le lac May, auquel il doit son nom.